# Prasma tuberculata
Prasma tuberculata är en spindeldjursart. Prasma tuberculata ingår i släktet Prasma och familjen Triaenonychidae.

## Underarter
Arten delas in i följande underarter:
- P. t. intermedia
- P. t. mulsa
- P. t. mearosa
- P. t. tuberculata